# Nyanza-Lac
Nyanza-Lac är en kommun i Burundi. Den ligger i provinsen Makamba, i den södra delen av landet, 110 km söder om Burundis största stad Bujumbura.